# Tatra 11
La Tatra 11, chiamata anche T11, è la prima autovettura a prodotta dalla casa automobilistica cecoslovacca Tatra dal 1923 al 1927.

## Contesto
La T11 fu prodotto tra il 1923 e il 1927 in circa 3.847 esemplari, venendo sostituita dalla T12.
La vettura aveva il motore e il cambio montati in blocco, che erano imbullonati su di un telaio tubolare, con l'albero di trasmissione che fungeva anche da elemento strutturale portante.
Inoltre il progettista Hans Ledwinka adottò come soluzione tecnica sulla vettura lo schema "swing axle", ovvero assale oscillante, che prevedeva utilizzo dei semiassi posteriori come parte del sistema sospensivo.
Il motore della T11 era un bicilindrico boxer raffreddato ad aria con valvole in testa dalla cilindrata di 1057 cm³.
Un esemplare di T11 venne impiegato nel 1933 da Adolf Hitler durante la sua campagna elettorale.